# 10e étape du Tour de France 1995
La 10e étape du Tour de France 1976, considérée comme un des moments les plus importants de l'Histoire du Tour de France, a eu lieu le 12 juillet 1995 entre Aime et L'Alpe d'Huez, en France, sur une distance de 162,5 km. a été remportée par l'italien Marco Pantani avec une vitesse de 22,48 km/h de moyenne dans le final de l'étape, la Montée de l'Alpe d'Huez soit la plus élevée de l'histoire, devant l'espagnol Miguel Indurain, deuxième à une minute 24, ex aequo avec le suisse Alex Zülle.

## Parcours
Le parcours, relativement court, emprunte le territoire des départements de la Savoie et de l'Isère, et après avoir emprunté le difficile et long col de la Croix de Fer finit par l'ascension des 21 virages menant à la station de ski de sports d'hiver de L'Alpe d'Huez.

## Déroulement de l'étape
Un des favoris du Tour, le russe Evgueni Berzin, abandonne dès le ravitaillement de Sainte-Marie-de-Cuines au 69e km. Puis à Saint-Jean-de-Maurienne, Laurent Brochard place une offensive en vue de la montée au col de la Croix de Fer et 13 hommes se portent en tête mais au pied de l’Alpe d’Huez, l’écart est réduit à 50 secondes. L'italien Marco Pantani place un puissant démarrage et rattrape les hommes échappés depuis le col de la Croix de Fer, pour remporter à 25 ans, sa première victoire d’étape alors qu’il a été victime, le 1 mai, d’une automobiliste qui l’a renversé après avoir brûlé un stop. 
Marco Pantani détient depuis cette étape de 1995 le record de l'ascension en 36 min 40 s (1995, 10e étape, Aime-la-Plagne – L'Alpe d'Huez) et les deux autres meilleurs temps, avec en 1997 un chrono de 36 min 45 s et en 1994 un autre de 37 min 15 s. D'autres très bon temps furent réalisés au cours de cette étape de 1995, considérée comme la plus rapide de l'histoire sur cette montée, par Miguel Indurain (38 min 4 s), Alex Zülle (38 min 4 s) et Bjarne Riis (38 min 6 s), tandis que Richard Virenque avait réussi 38 min 11 s en 1997. 
Près de deux décennies plus tard, le Colombien Nairo Quintana a réalisé 39 min 49 s en 2013, quatorzième meilleur temps de l'histoire et le seul dans le Top 20 depuis le renforcement des contrôles antidopage. Marco Pantani est décédé à l'âge de 34 ans une décennie plus tard.